# Renosterberg
Renosterberg es un municipio local sudafricano situado en el distrito de Pixley ka Seme, en la provincia de Cabo Septentrional.

## Superficie
Renosterberg tiene una superficie de 5529 km².

## Demografía
En 2022, tenía 10 843 habitantes, una densidad poblacional de 1,96 hab./km², y 3017 viviendas.